# 2008-as ATP-szezon
Az alábbi táblázat a 2008-as ATP-tenisztornák eredményeit foglalja össze.

## Versenynaptár

### Január
| Időpont      | Torna                                                                                            | Győztes                                   | Ellenfél a döntőben | Elődöntősök                        | Negyeddöntősök                                                           |
| ------------ | ------------------------------------------------------------------------------------------------ | ----------------------------------------- | ------------------- | ---------------------------------- | ------------------------------------------------------------------------ |
| december 31. | Next Generation Adelaide International Adelaide, Ausztrália International Series $465,000 Kemény | Michael Llodra 6–3, 6–4                   | Jarkko Nieminen     | Jo-Wilfried Tsonga Joseph Sirianni | Lleyton Hewitt Vince Spadea Benjamin Becker Paul-Henri Mathieu           |
| december 31. | Next Generation Adelaide International Adelaide, Ausztrália International Series $465,000 Kemény | García / Melo 6–3, 3–6, 10–7              | Guccione / Smeets   | Jo-Wilfried Tsonga Joseph Sirianni | Lleyton Hewitt Vince Spadea Benjamin Becker Paul-Henri Mathieu           |
| december 31. | Chennai Open Chennai, India International Series $436,000 Kemény                                 | Mihail Juzsnij 6–0, 6–1                   | Rafael Nadal        | Carlos Moyà Marin Cilic            | Guillermo García López Florent Serra Xavier Malisse Robin Haase          |
| december 31. | Chennai Open Chennai, India International Series $436,000 Kemény                                 | Sa. Ratiwatana / So. Ratiwatana 6–4, 7–5  | Pagdatísz / Gicquel | Carlos Moyà Marin Cilic            | Guillermo García López Florent Serra Xavier Malisse Robin Haase          |
| december 31. | Qatar ExxonMobil Open Doha, Katar International Series $1,049,000 Kemény                         | Andy Murray 6–4, 4–6, 6–2                 | Stanislas Wawrinka  | Nyikolaj Davigyenko Ivan Ljubicic  | Dmitrij Turszunov Thomas Johansson Philipp Kohlschreiber Agustin Calleri |
| december 31. | Qatar ExxonMobil Open Doha, Katar International Series $1,049,000 Kemény                         | Kohlschreiber / Skoch 6–4, 4–6, 11–9      | Coetzee / Moodie    | Nyikolaj Davigyenko Ivan Ljubicic  | Dmitrij Turszunov Thomas Johansson Philipp Kohlschreiber Agustin Calleri |
| január 7.    | Heineken Open Auckland, Új-Zéland International Series $464,000 Kemény                           | Philipp Kohlschreiber 7–6(4), 7–5         | Juan Carlos Ferrero | Julien Benneteau Juan Mónaco       | David Ferrer Nicolas Massu Michael Llodra Florian Mayer                  |
| január 7.    | Heineken Open Auckland, Új-Zéland International Series $464,000 Kemény                           | Horna / Mónaco 6–4, 3–6, 10–7             | Malisse / Melzer    | Julien Benneteau Juan Mónaco       | David Ferrer Nicolas Massu Michael Llodra Florian Mayer                  |
| január 7.    | Medibank International Sydney, Ausztrália International Series $465,000 Kemény                   | Dmitrij Turszunov 7–6(3), 7–6(4)          | Chris Guccione      | Fabrice Santoro Radek Stepanek     | Sebastien Grosjean Jevgenyij Koroljov Tomáš Berdych Agustin Calleri      |
| január 7.    | Medibank International Sydney, Ausztrália International Series $465,000 Kemény                   | Gasquet / Tsonga 4–6, 6–4, 11–9           | B. Bryan / M. Bryan | Fabrice Santoro Radek Stepanek     | Sebastien Grosjean Jevgenyij Koroljov Tomáš Berdych Agustin Calleri      |
| január 14.   | Australian Open Melbourne, Ausztrália Grand Slam A$ 9,609,870 Kemény                             | Novak Đoković 4–6, 6–4, 6–3, 7–6(2)       | Jo-Wilfried Tsonga  | Roger Federer Rafael Nadal         | James Blake David Ferrer Mihail Juzsnij Jarkko Nieminen                  |
| január 14.   | Australian Open Melbourne, Ausztrália Grand Slam A$ 9,609,870 Kemény                             | Erlich / Ram 7–5, 7–6(4)                  | Clement / Llodra    | Roger Federer Rafael Nadal         | James Blake David Ferrer Mihail Juzsnij Jarkko Nieminen                  |
| január 14.   | Australian Open Melbourne, Ausztrália Grand Slam A$ 9,609,870 Kemény                             | Vegyes páros: Zimonjic / Szun 7–6(4), 6–4 | Bhupathi / Mirza    | Roger Federer Rafael Nadal         | James Blake David Ferrer Mihail Juzsnij Jarkko Nieminen                  |
| január 28.   | Movistar Open Viña del Mar, Chile International Series $462,000 Salak                            | Fernando González visszalépett            | Juan Mónaco         | Pablo Cuevas Santiago Ventura      | Carlos Berlocq Jose Acasuso Juan Pablo Brzezicki Fabio Fognini           |
| január 28.   | Movistar Open Viña del Mar, Chile International Series $462,000 Salak                            | Acasuso / Prieto 6–1, 3–0 feladták        | Gonzalez / Mónaco   | Pablo Cuevas Santiago Ventura      | Carlos Berlocq Jose Acasuso Juan Pablo Brzezicki Fabio Fognini           |

### Február
| Időpont     | Torna | Győztes                             | Ellenfél a döntőben             | Elődöntősök                          | Negyeddöntősök                                                 |
| ----------- | --- | ----------------------------------- | ------------------------------- | ------------------------------------ | -------------------------------------------------------------- |
| február 11. | Brasil Open Costa do Sauípe, Brazília International Series $485,000 Salak                                                    | Nicolas Almagro 7–6(4), 3–6, 7–5    | Carlos Moyà                     | Nicolás Lapentti Fabio Fognini       | Oscar Hernandez Eduardo Schwank Ivo Minar Filippo Volandri     |
| február 11. | Brasil Open Costa do Sauípe, Brazília International Series $485,000 Salak                                                    | Melo / Sa 4–6, 6–2, 10–7            | Montanes / Ventura              | Nicolás Lapentti Fabio Fognini       | Oscar Hernandez Eduardo Schwank Ivo Minar Filippo Volandri     |
| február 11. | Delray Beach International Tennis Championships Delray Beach, Amerikai Egyesült Államok International Series $436,000 Kemény | Kei Nisikori 3–6, 6–1, 6–4          | James Blake                     | Robby Ginepri Sam Querrey            | Igor Kunyicin Mardy Fish Vincent Spadea Bobby Reynolds         |
| február 11. | Delray Beach International Tennis Championships Delray Beach, Amerikai Egyesült Államok International Series $436,000 Kemény | Mirni / Murray 6–4, 3–6, 10–6       | B. Bryan / M. Bryan             | Robby Ginepri Sam Querrey            | Igor Kunyicin Mardy Fish Vincent Spadea Bobby Reynolds         |
| február 11. | Open 13 Marseille, Franciaország International Series €534,000 Kemény (fedett)                                               | Andy Murray 6–3, 6–4                | Mario Ančić                     | Paul-Henri Mathieu Márkosz Pagdatísz | Gilles Simon Nicolas Mahut Mihail Juzsnij Robin Soderling      |
| február 11. | Open 13 Marseille, Franciaország International Series €534,000 Kemény (fedett)                                               | Damm / Vizner 7–6(0), 7–5           | Allegro / Coetzee               | Paul-Henri Mathieu Márkosz Pagdatísz | Gilles Simon Nicolas Mahut Mihail Juzsnij Robin Soderling      |
| február 18. | Copa Telmex Buenos Aires, Argentína International Series $485,000 Salak                                                      | David Nalbandian 3–6, 7–6(5), 6–4   | Jose Acasuso                    | Juan Ignacio Chela Filippo Volandri  | Potito Starace Nicolas Almagro Igor Andrejev Agustin Calleri   |
| február 18. | Copa Telmex Buenos Aires, Argentína International Series $485,000 Salak                                                      | Calleri / Horna 6–0, 6–7(6), 10–2   | Eschauer / Luczak               | Juan Ignacio Chela Filippo Volandri  | Potito Starace Nicolas Almagro Igor Andrejev Agustin Calleri   |
| február 18. | ABN AMRO World Tennis Tournament Rotterdam, Hollandia International Series Gold €765,000 Kemény (fedett)                     | Michael Llodra 6–7(3), 3–6, 7–6(4)  | Robin Soderling                 | Gilles Simon Ivo Karlovic            | Andreas Seppi Tejmuraz Gabasvili Mischa Zverev Robin Haase     |
| február 18. | ABN AMRO World Tennis Tournament Rotterdam, Hollandia International Series Gold €765,000 Kemény (fedett)                     | Berdych / Turszunov 7–5, 3–6, 10–7  | Kohlschreiber / Youzhny         | Gilles Simon Ivo Karlovic            | Andreas Seppi Tejmuraz Gabasvili Mischa Zverev Robin Haase     |
| február 18. | SAP Open San José, Amerikai Egyesült Államok International Series $436,000 Kemény (fedett)                                   | Andy Roddick 6–4, 7–5               | Radek Stepanek                  | Guillermo García López Robby Ginepri | Mardy Fish John Isner Lu Yen-hsun James Blake                  |
| február 18. | SAP Open San José, Amerikai Egyesült Államok International Series $436,000 Kemény (fedett)                                   | Lipsky / Martin 7–6(4), 7–5         | B. Bryan / M. Bryan             | Guillermo García López Robby Ginepri | Mardy Fish John Isner Lu Yen-hsun James Blake                  |
| február 25. | Abierto Mexicano Telcel Acapulco, Mexikó International Series Gold $794,000 Salak                                            | Nicolas Almagro 6–1, 7–6(1)         | David Nalbandian                | Luis Horna Jose Acasuso              | Potito Starace Agustin Calleri Marcel Granollers Nicolas Massu |
| február 25. | Abierto Mexicano Telcel Acapulco, Mexikó International Series Gold $794,000 Salak                                            | Marach / Mertinak 6–2, 6–7(3), 10–7 | Calleri / Horna                 | Luis Horna Jose Acasuso              | Potito Starace Agustin Calleri Marcel Granollers Nicolas Massu |
| február 25. | Regions Morgan Keegan Championships Memphis, Amerikai Egyesült Államok International Series Gold $769,000 Kemény (fedett)    | Steve Darcis 6–3, 7–6(5)            | Robin Soderling                 | Radek Stepanek Jonas Bjorkman        | Andy Roddick Chris Guccione Benjamin Becker Donald Young       |
| február 25. | Regions Morgan Keegan Championships Memphis, Amerikai Egyesült Államok International Series Gold $769,000 Kemény (fedett)    | Bhupathi / Knowles 7–6(5), 6–2      | Sa. Ratiwatana / So. Ratiwatana | Radek Stepanek Jonas Bjorkman        | Andy Roddick Chris Guccione Benjamin Becker Donald Young       |
| február 25. | PBZ Zagreb Indoors Zágráb, Horvátország International Series €370,250 Kemény (fedett)                                        | Szerhiy Sztahovszkij 7–5, 6–4       | Ivan Ljubicic                   | Mario Ančić Simone Bolelli           | Tejmuraz Gabasvili Robin Haase Olivier Rochus Janko Tipsarević |
| február 25. | PBZ Zagreb Indoors Zágráb, Horvátország International Series €370,250 Kemény (fedett)                                        | Hanley / Kerr 6–3, 3–6, 10–8        | Kas / Wassen                    | Mario Ančić Simone Bolelli           | Tejmuraz Gabasvili Robin Haase Olivier Rochus Janko Tipsarević |

### Március
| Időpont     | Torna                                                                                         | Győztes                           | Ellenfél a döntőben | Elődöntősök                       | Negyeddöntősök                                                |
| ----------- | --------------------------------------------------------------------------------------------- | --------------------------------- | ------------------- | --------------------------------- | ------------------------------------------------------------- |
| március 3.  | Dubai Open Dubaj, Egyesült Arab Emírségek International Series Gold $1,426,000 Kemény         | Andy Roddick 6–7(8), 6–4, 6–2     | Feliciano López     | Nyikolaj Davigyenko Novak Đoković | Andy Murray David Ferrer Igor Andrejev Rafael Nadal           |
| március 3.  | Dubai Open Dubaj, Egyesült Arab Emírségek International Series Gold $1,426,000 Kemény         | Bhupathi / Knowles 7–5, 7–6(7)    | Damm / Vizner       | Nyikolaj Davigyenko Novak Đoković | Andy Murray David Ferrer Igor Andrejev Rafael Nadal           |
| március 3.  | Tennis Channel Open Las Vegas, Amerikai Egyesült Államok International Series $500,000 Kemény | Sam Querrey 4–6, 6–3, 6–4         | Kevin Anderson      | Robby Ginepri Guillermo Canas     | Jevgenyij Koroljov Ernests Gulbis Amer Delic Julien Benneteau |
| március 3.  | Tennis Channel Open Las Vegas, Amerikai Egyesült Államok International Series $500,000 Kemény | Benneteau / Llodra 6–4, 4–6, 10–8 | B. Bryan / M. Bryan | Robby Ginepri Guillermo Canas     | Jevgenyij Koroljov Ernests Gulbis Amer Delic Julien Benneteau |
| március 10. | Indian Wells Masters Indian Wells, Amerikai Egyesült Államok Masters Series $3,589,000 Kemény | Novak Đoković 6–2, 5–7, 6–3       | Mardy Fish          | Roger Federer Rafael Nadal        | Tommy Haas David Nalbandian Stanislas Wawrinka James Blake    |
| március 10. | Indian Wells Masters Indian Wells, Amerikai Egyesült Államok Masters Series $3,589,000 Kemény | Erlich / Ram 6–4, 6–4             | Nestor / Zimonjic   | Roger Federer Rafael Nadal        | Tommy Haas David Nalbandian Stanislas Wawrinka James Blake    |
| március 24. | Miami Masters Miami, Amerikai Egyesült Államok Masters Series $3,770,000 Kemény               | Nyikolaj Davigyenko 6–4, 6–2      | Rafael Nadal        | Andy Roddick Tomáš Berdych        | Roger Federer Janko Tipsarević Igor Andrejev James Blake      |
| március 24. | Miami Masters Miami, Amerikai Egyesült Államok Masters Series $3,770,000 Kemény               | B. Bryan / M. Bryan 6–2, 6–2      | Bhupathi / Knowles  | Andy Roddick Tomáš Berdych        | Roger Federer Janko Tipsarević Igor Andrejev James Blake      |

### Április
| Időpont     | Torna | Győztes                               | Ellenfél a döntőben     | Elődöntősök                          | Negyeddöntősök                                                   |
| ----------- | --- | ------------------------------------- | ----------------------- | ------------------------------------ | ---------------------------------------------------------------- |
| április 14. | Estoril Open Estoril, Portugália International Series €370,000 Salak                                       | Roger Federer 7–6(5), 1–2 feladta.    | Nyikolaj Davigyenko     | Denis Gremelmayr Florent Serra       | Frederico Gil Jiri Vanek Flavio Cipolla Marc Gicquel             |
| április 14. | Estoril Open Estoril, Portugália International Series €370,000 Salak                                       | Coetzee / Moodie 6–2, 4–6, 10–8       | Murray / Ullyett        | Denis Gremelmayr Florent Serra       | Frederico Gil Jiri Vanek Flavio Cipolla Marc Gicquel             |
| április 14. | U.S. Men's Clay Court Championships Houston, Amerikai Egyesült Államok International Series $436,000 Salak | Marcel Granollers Pujol 6–4, 1–6, 7–5 | James Blake             | Óscar Hernández Wayne Odesnik        | Agustin Calleri Mardy Fish Marcos Daniel Sergio Roitman          |
| április 14. | U.S. Men's Clay Court Championships Houston, Amerikai Egyesült Államok International Series $436,000 Salak | Gulbis / Schuettler 7–5, 7–6(3)       | Cuevas / Granollers     | Óscar Hernández Wayne Odesnik        | Agustin Calleri Mardy Fish Marcos Daniel Sergio Roitman          |
| április 14. | Open de Tenis Comunidad Valenciana Valencia, Spanyolország International Series €370,000 Salak             | David Ferrer 4–6, 6–2, 7–6(2)         | Nicolas Almagro         | Tommy Robredo Jevgenyij Koroljov     | Fernando Verdasco Potito Starace Robin Haase Juan Mónaco         |
| április 14. | Open de Tenis Comunidad Valenciana Valencia, Spanyolország International Series €370,000 Salak             | Gonzalez / Mónaco 7–5, 7–5            | Parrott / Polasek       | Tommy Robredo Jevgenyij Koroljov     | Fernando Verdasco Potito Starace Robin Haase Juan Mónaco         |
| április 21. | Monte Carlo Masters Monte Carlo, Monaco Masters Series €2,270,000 Salak                                    | Rafael Nadal 7–5, 7–5                 | Roger Federer           | Novak Đoković Nyikolaj Davigyenko    | David Nalbandian Sam Querrey Igor Andrejev David Ferrer          |
| április 21. | Monte Carlo Masters Monte Carlo, Monaco Masters Series €2,270,000 Salak                                    | Nadal / Robredo 6–3, 6–3              | Bhupathi / Knowles      | Novak Đoković Nyikolaj Davigyenko    | David Nalbandian Sam Querrey Igor Andrejev David Ferrer          |
| április 28. | Torneo Godó Barcelona, Spanyolország International Series Gold €824,000 Salak                              | Rafael Nadal 6–1, 4–6, 6–1            | David Ferrer            | Denis Gremelmayr Stanislas Wawrinka  | Juan Ignacio Chela Nicolas Almagro Albert Montanes Tommy Robredo |
| április 28. | Torneo Godó Barcelona, Spanyolország International Series Gold €824,000 Salak                              | B. Bryan / M. Bryan 6–3, 6–2          | Fyrstenberg / Matkowski | Denis Gremelmayr Stanislas Wawrinka  | Juan Ignacio Chela Nicolas Almagro Albert Montanes Tommy Robredo |
| április 28. | BMW Open München, Németország International Series €370,000 Salak                                          | Fernando González 7–6(4), 6–7(4), 6–3 | Simone Bolelli          | Paul-Henri Mathieu Younes El Aynaoui | Marin Cilic Lee Hyung-taik Juan Martin del Potro Marat Szafin    |
| április 28. | BMW Open München, Németország International Series €370,000 Salak                                          | Berrer / Schuettler 7–5, 3–6, 10–8    | Lipsky / Martin         | Paul-Henri Mathieu Younes El Aynaoui | Marin Cilic Lee Hyung-taik Juan Martin del Potro Marat Szafin    |

### Május
| Időpont   | Torna                                                                                    | Győztes                                       | Ellenfél a döntőben  | Elődöntősök                        | Negyeddöntősök                                                  |
| --------- | ---------------------------------------------------------------------------------------- | --------------------------------------------- | -------------------- | ---------------------------------- | --------------------------------------------------------------- |
| május 5.  | Rome Masters Róma, Olaszország Masters Series €2,270,000 Salak                           | Novak Đoković 4–6, 6–3, 6–3                   | Stanislas Wawrinka   | Radek Stepanek Andy Roddick        | Roger Federer Nicolas Almagro Tommy Robredo James Blake         |
| május 5.  | Rome Masters Róma, Olaszország Masters Series €2,270,000 Salak                           | B. Bryan / M. Bryan 3–6, 6–4, 10–8            | Nestor / Zimonjic    | Radek Stepanek Andy Roddick        | Roger Federer Nicolas Almagro Tommy Robredo James Blake         |
| május 12. | Hamburg Masters Hamburg, Németország Masters Series €2,270,000 Salak                     | Rafael Nadal 7–5, 6–7(3), 6–3                 | Roger Federer        | Andreas Seppi Novak Đoković        | Fernando Verdasco Nicolas Kiefer Albert Montanes Carlos Moyà    |
| május 12. | Hamburg Masters Hamburg, Németország Masters Series €2,270,000 Salak                     | Nestor / Zimonjic 6–4, 5–7, 10–8              | B. Bryan / M. Bryan  | Andreas Seppi Novak Đoković        | Fernando Verdasco Nicolas Kiefer Albert Montanes Carlos Moyà    |
| május 19. | Grand Prix Hassan II Casablanca, Marokkó International Series €370,000 Salak             | Gilles Simon 7–5, 6–2                         | Julien Benneteau     | Jo-Wilfried Tsonga Agustin Calleri | Santiago Ventura Marc Gicquel Younes El Aynaoui Oscar Hernandez |
| május 19. | Grand Prix Hassan II Casablanca, Marokkó International Series €370,000 Salak             | Montanes / Ventura 6–1, 6–2                   | Cerretani / Perry    | Jo-Wilfried Tsonga Agustin Calleri | Santiago Ventura Marc Gicquel Younes El Aynaoui Oscar Hernandez |
| május 19. | Hypo Group Tennis International Pörtschach, Ausztria International Series €370,000 Salak | Nyikolaj Davigyenko 6–2, 2–6, 6–2             | Juan Mónaco          | Igor Kunyicin Ivan Ljubicic        | Andreas Seppi Jurgen Melzer Daniel Gimeno-Traver Robby Ginepri  |
| május 19. | Hypo Group Tennis International Pörtschach, Ausztria International Series €370,000 Salak | Melo / Sa 7–5, 6–7(3), 13–11                  | Knowle / Melzer      | Igor Kunyicin Ivan Ljubicic        | Andreas Seppi Jurgen Melzer Daniel Gimeno-Traver Robby Ginepri  |
| május 20. | World Team Cup Düsseldorf, Németország Csapat-világkupa €1,500,000 Salak                 | Svédország · 2–1                              | Oroszország          | Olaszország · Egyesült Államok     | Spanyolország · Németország · Argentína · Csehország            |
| május 26. | Roland Garros Párizs, Franciaország Grand Slam €7,077,680 Salak                          | Rafael Nadal 6–1, 6–3, 6–0                    | Roger Federer        | Gael Monfils Novak Đoković         | Fernando González David Ferrer Ernests Gulbis Nicolas Almagro   |
| május 26. | Roland Garros Párizs, Franciaország Grand Slam €7,077,680 Salak                          | Cuevas / Horna 6–2, 6–3                       | Nestor / Zimonjic    | Gael Monfils Novak Đoković         | Fernando González David Ferrer Ernests Gulbis Nicolas Almagro   |
| május 26. | Roland Garros Párizs, Franciaország Grand Slam €7,077,680 Salak                          | Vegyes páros: B. Bryan / Azarenka 6–2, 7–6(4) | Zimonjic / Srebotnik | Gael Monfils Novak Đoković         | Fernando González David Ferrer Ernests Gulbis Nicolas Almagro   |

### Június
| Időpont            | Torna                                                                                  | Győztes                                     | Ellenfél a döntőben   | Elődöntősök                           | Negyeddöntősök                                                       |
| ------------------ | -------------------------------------------------------------------------------------- | ------------------------------------------- | --------------------- | ------------------------------------- | -------------------------------------------------------------------- |
| június 9.          | Gerry Weber Open Halle, Németország International Series €713,000 Fű                   | Roger Federer 6–3, 6–4                      | Philipp Kohlschreiber | Nicolas Kiefer James Blake            | Márkosz Pagdatísz Michael Llodra Robin Soderling Andreas Beck        |
| június 9.          | Gerry Weber Open Halle, Németország International Series €713,000 Fű                   | Juzsnij / Zverev 6–3, 4–6, 10–3             | Dlouhý / Pedzs        | Nicolas Kiefer James Blake            | Márkosz Pagdatísz Michael Llodra Robin Soderling Andreas Beck        |
| június 9.          | Queen's Club Championships London, Egyesült Királyság International Series €713,000 Fű | Rafael Nadal 7–6(6), 7–5                    | Novak Đoković         | Andy Roddick David Nalbandian         | Ivo Karlovic Andy Murray Richard Gasquet Lleyton Hewitt              |
| június 9.          | Queen's Club Championships London, Egyesült Királyság International Series €713,000 Fű | Nestor / Zimonjic 6–4, 7–6(3)               | Melo / Sa             | Andy Roddick David Nalbandian         | Ivo Karlovic Andy Murray Richard Gasquet Lleyton Hewitt              |
| június 9.          | Orange Warsaw Open Varsó, Lengyelország International Series €425,000 Salak            | Nyikolaj Davigyenko 6–3, 6–3                | Tommy Robredo         | Fabio Fognini Juan Mónaco             | Jevgenyij Koroljov Guillermo Canas Marcel Granollers Oscar Hernandez |
| június 9.          | Orange Warsaw Open Varsó, Lengyelország International Series €425,000 Salak            | Fyrstenberg / Matkowski 6–0, 3–6, 10–4      | Davigyenko / Szcsukin | Fabio Fognini Juan Mónaco             | Jevgenyij Koroljov Guillermo Canas Marcel Granollers Oscar Hernandez |
| június 16.         | Ordina Open 's-Hertogenbosch, Hollandia International Series €370,000 Fű               | David Ferrer 6-4, 6-2                       | Marc Gicquel          | Juan Martin Del Potro Guillermo Canas | Mario Ančić Arnaud Clement Viktor Troicki Jurgen Melzer              |
| június 16.         | Ordina Open 's-Hertogenbosch, Hollandia International Series €370,000 Fű               | Ančić / Melzer 7-6(5), 6-3                  | Bhupathi / Pedzs      | Juan Martin Del Potro Guillermo Canas | Mario Ančić Arnaud Clement Viktor Troicki Jurgen Melzer              |
| június 16.         | Nottingham Open Nottingham, Egyesült Királyság International Series €370,000 Fű        | Ivo Karlovic 7-5, 6-7(4), 7-6(8)            | Fernando Verdasco     | Gael Monfils Marin Cilic              | Vincent Spadea Andreas Seppi Gilles Simon Thomas Johansson           |
| június 16.         | Nottingham Open Nottingham, Egyesült Királyság International Series €370,000 Fű        | Soares / Ullyett 6-2, 7-6(5)                | Coetzee / Murray      | Gael Monfils Marin Cilic              | Vincent Spadea Andreas Seppi Gilles Simon Thomas Johansson           |
| június 23. (2 hét) | Wimbledon , London, Egyesült Királyság Grand Slam £2,257,000 Fű                        | Rafael Nadal 6-4, 6-4, 6-7(5), 6-7(8), 9-7  | Roger Federer         | Marat Szafin Rainer Schüttler         | Mario Ančić Feliciano López Arnaud Clément Andy Murray               |
| június 23. (2 hét) | Wimbledon , London, Egyesült Királyság Grand Slam £2,257,000 Fű                        | Nestor / Zimonjic 7-6(12), 6-7(3), 6-3, 6-3 | Björkman / Ullyett    | Marat Szafin Rainer Schüttler         | Mario Ančić Feliciano López Arnaud Clément Andy Murray               |
| június 23. (2 hét) | Wimbledon , London, Egyesült Királyság Grand Slam £2,257,000 Fű                        | Vegyes páros: B.Bryan / Stosur 7-5, 6-4     | M. Bryan / Srebotnik  | Marat Szafin Rainer Schüttler         | Mario Ančić Feliciano López Arnaud Clément Andy Murray               |

### Július
| Időpont    | Torna | Győztes                               | Ellenfél a döntőben    | Elődöntősök                               | Negyeddöntősök                                                      |
| ---------- | --- | ------------------------------------- | ---------------------- | ----------------------------------------- | ------------------------------------------------------------------- |
| július 7.  | Swedish Open Båstad, Svédország International Series €326,000 Salak                                            | Tommy Robredo 6-4, 6-1                | Tomáš Berdych          | David Ferrer Fernando Verdasco            | Robin Söderling Jarkko Nieminen Potito Starace Björn Rehnquist      |
| július 7.  | Swedish Open Båstad, Svédország International Series €326,000 Salak                                            | Björkman / Söderling 6-2, 6-2         | Brunström / Rojer      | David Ferrer Fernando Verdasco            | Robin Söderling Jarkko Nieminen Potito Starace Björn Rehnquist      |
| július 7.  | Allianz Suisse Open Gstaad Gstaad, Svájc International Series €389,000 Salak                                   | Victor Hanescu 6-3, 6-4               | Igor Andrejev          | Stanislas Wawrinka Guillermo García López | Guillermo Canas Jérémy Chardy Mihail Juzsnij Marin Cilic            |
| július 7.  | Allianz Suisse Open Gstaad Gstaad, Svájc International Series €389,000 Salak                                   | Levinsky / Polasek 3-6, 6-2, 11-9     | Bohli / Wawrinka       | Stanislas Wawrinka Guillermo García López | Guillermo Canas Jérémy Chardy Mihail Juzsnij Marin Cilic            |
| július 7.  | Campbell's Hall of Fame Championships Newport, Amerikai Egyesült Államok International Series $385,000 Fű      | Fabrice Santoro 6-3, 7-5              | Prakash Amritraj       | Frank Dancevic Vincent Spadea             | Rohan Bopanna Igor Kunyicin Alexander Peya Ivan Navarro             |
| július 7.  | Campbell's Hall of Fame Championships Newport, Amerikai Egyesült Államok International Series $385,000 Fű      | Fish / Isner 6-4, 7-6(1)              | Bopanna / Kuraisi      | Frank Dancevic Vincent Spadea             | Rohan Bopanna Igor Kunyicin Alexander Peya Ivan Navarro             |
| július 7.  | Mercedes Cup Stuttgart, Németország International Series Gold €568,000 Salak                                   | Juan Martín Del Potro 6-4, 7-5        | Richard Gasquet        | Eduardo Schwank Agustín Calleri           | Jan Hernych Philipp Kohlschreiber Michael Berrer Albert Montanes    |
| július 7.  | Mercedes Cup Stuttgart, Németország International Series Gold €568,000 Salak                                   | Kas / Kohlschreiber 6-3, 6-4          | Berrer / Zverev        | Eduardo Schwank Agustín Calleri           | Jan Hernych Philipp Kohlschreiber Michael Berrer Albert Montanes    |
| július 14. | Priority Telecom Open Amersfoort, Hollandia International Series €326,000 Salak                                | Albert Montanes 1-6, 7-5, 6-3         | Steve Darcis           | Marc Gicquel Óscar Hernández              | Tejmuraz Gabasvili Christophe Rochus Marcel Granollers José Acasuso |
| július 14. | Priority Telecom Open Amersfoort, Hollandia International Series €326,000 Salak                                | Cermak / Wassen 7-5, 7-5              | Huta Galung / Sijsling | Marc Gicquel Óscar Hernández              | Tejmuraz Gabasvili Christophe Rochus Marcel Granollers José Acasuso |
| július 14. | Indianapolis Tennis Championships Indianapolis, Amerikai Egyesült Államok International Series $525,000 Kemény | Gilles Simon 6-4, 6-4                 | Dmitrij Turszunov      | James Blake Sam Querrey                   | Yen-Hsun Lu Paul Capdeville Bobby Reynolds Tommy Haas               |
| július 14. | Indianapolis Tennis Championships Indianapolis, Amerikai Egyesült Államok International Series $525,000 Kemény | Fisher / Phillips 3-6, 6-3, 10-5      | Lipsky / Martin        | James Blake Sam Querrey                   | Yen-Hsun Lu Paul Capdeville Bobby Reynolds Tommy Haas               |
| július 14. | Austrian Open Kitzbühel, Ausztria International Series Gold €571,000 Salak                                     | Juan Martín del Potro 6-2, 6-1        | Jürgen Melzer          | Victor Hanescu Potito Starace             | Nicolas Devilder Brian Dabul Eduardo Schwank Rainer Schüttler       |
| július 14. | Austrian Open Kitzbühel, Ausztria International Series Gold €571,000 Salak                                     | Cerretani / Hanescu 6-3, 7-5          | Arnold Ker / Rochus    | Victor Hanescu Potito Starace             | Nicolas Devilder Brian Dabul Eduardo Schwank Rainer Schüttler       |
| július 14. | Croatia Open Umag Umag, Horvátország International Series €326,000 Salak                                       | Fernando Verdasco 3-6, 6-4, 7-6(4)    | Igor Andrejev          | Fabio Fognini Maximo González             | Mischa Zverev Carlos Moyà Guillermo Canas Roko Karanusic            |
| július 14. | Croatia Open Umag Umag, Horvátország International Series €326,000 Salak                                       | Mertinak Pala 2-6, 6-3, 10-5          | Berlocq / Fognini      | Fabio Fognini Maximo González             | Mischa Zverev Carlos Moyà Guillermo Canas Roko Karanusic            |
| július 21. | Canada Masters Toronto, Kanada Masters Series $2,615,000 Kemény                                                | Rafael Nadal 6-3, 6-2                 | Nicolas Kiefer         | Gilles Simon Andy Murray                  | Marin Cilic James Blake Novak Đoković Richard Gasquet               |
| július 21. | Canada Masters Toronto, Kanada Masters Series $2,615,000 Kemény                                                | Nestor / Zimonjic 6-2, 4-6, 10-6      | B. Bryan / M. Bryan    | Gilles Simon Andy Murray                  | Marin Cilic James Blake Novak Đoković Richard Gasquet               |
| július 28. | Cincinnati Masters Cincinnati, Amerikai Egyesült Államok Masters Series $2,615,000 Kemény                      | Andy Murray 7-6(4), 7-6 (5)           | Novak Đoković          | Ivo Karlovic Rafael Nadal                 | Philipp Kohlschreiber Carlos Moyà Ernests Gulbis Nicolás Lapentti   |
| július 28. | Cincinnati Masters Cincinnati, Amerikai Egyesült Államok Masters Series $2,615,000 Kemény                      | B. Bryan / M. Bryan 4-6, 7-6(2), 10-7 | Erlich / Ram           | Ivo Karlovic Rafael Nadal                 | Philipp Kohlschreiber Carlos Moyà Ernests Gulbis Nicolás Lapentti   |

### Augusztus
| Időpont       | Torna | Győztes                                  | Ellenfél a döntőben | Elődöntősök                       | Elődöntősök                    | Negyeddöntősök                                              |
| ------------- | --- | ---------------------------------------- | ------------------- | --------------------------------- | ------------------------------ | ----------------------------------------------------------- |
| augusztus 4.  | Countrywide Classic Los Angeles, Amerikai Egyesült Államok International Series $475,000 Kemény            | Juan Martín Del Potro 6-1, 7-6(2)        | Andy Roddick        | Denis Gremelmayr Mardy Fish       | Denis Gremelmayr Mardy Fish    | Marc Gicquel Marat Szafin Amer Delic Florent Serra          |
| augusztus 4.  | Countrywide Classic Los Angeles, Amerikai Egyesült Államok International Series $475,000 Kemény            | Bopanna / Butorac 7-6(5), 7-6(5)         | Parrott / Vemić     | Denis Gremelmayr Mardy Fish       | Denis Gremelmayr Mardy Fish    | Marc Gicquel Marat Szafin Amer Delic Florent Serra          |
| augusztus 11. | 2008. évi nyári olimpiai játékok Peking, Kína Olimpia Kemény                                               | Arany                                    | Ezüst               | Bronz                             | 4. hely                        | Roger Federer Paul-Henri Mathieu Gael Monfils Jürgen Melzer |
| augusztus 11. | 2008. évi nyári olimpiai játékok Peking, Kína Olimpia Kemény                                               | Rafael Nadal 6-3, 7-6(2), 6-3            | Fernando González   | Novak Đoković 6-3, 7-6(4)         | James Blake                    | Roger Federer Paul-Henri Mathieu Gael Monfils Jürgen Melzer |
| augusztus 11. | 2008. évi nyári olimpiai játékok Peking, Kína Olimpia Kemény                                               | Federer / Wawrinka 6-3, 6-4, 6-7(4), 6-3 | Aspelin / Johansson | B. Bryan / M. Bryan 3-6, 6-3, 6-4 | Clément / Llodra               | Roger Federer Paul-Henri Mathieu Gael Monfils Jürgen Melzer |
| augusztus 11. | Legg Mason Tennis Classic Washington, D.C., Amerikai Egyesült Államok International Series $508,000 Kemény | Juan Martín del Potro 6-3, 6-3           | Viktor Troicki      | Igor Kunyicin Tommy Haas          | Igor Kunyicin Tommy Haas       | Andy Roddick Szomdev Devvarman Alejandro Falla John Isner   |
| augusztus 11. | Legg Mason Tennis Classic Washington, D.C., Amerikai Egyesült Államok International Series $508,000 Kemény | Gicquel / Lindstedt 7-6(6), 6-3          | Soares / Ullyett    | Igor Kunyicin Tommy Haas          | Igor Kunyicin Tommy Haas       | Andy Roddick Szomdev Devvarman Alejandro Falla John Isner   |
| augusztus 18. | Pilot Pen Tennis New Haven, Amerikai Egyesült Államok International Series $708,000 Kemény                 | Marin Čilić 6-4, 4-6, 6-2                | Mardy Fish          | Fernando Verdasco Luka Gregorc    | Fernando Verdasco Luka Gregorc | Mischa Zverev Jesse Levine Igor Andrejev Andreas Seppi      |
| augusztus 18. | Pilot Pen Tennis New Haven, Amerikai Egyesült Államok International Series $708,000 Kemény                 | Melo / Sá 7-5, 6-2                       | Bhupathi / Knowles  | Fernando Verdasco Luka Gregorc    | Fernando Verdasco Luka Gregorc | Mischa Zverev Jesse Levine Igor Andrejev Andreas Seppi      |
| augusztus 25. | US Open New York, Amerikai Egyesült Államok Grand Slam $ Kemény                                            | Roger Federer 6-2, 7-5, 6-2              | Andy Murray         | Rafael Nadal Novak Đoković        | Rafael Nadal Novak Đoković     | Mardy Fish Juan Martín del Potro Andy Roddick Gilles Müller |
| augusztus 25. | US Open New York, Amerikai Egyesült Államok Grand Slam $ Kemény                                            | B.Bryan / M. Bryan 7-6(5), 7-6(10)       | Dlouhý / Pedzs      | Rafael Nadal Novak Đoković        | Rafael Nadal Novak Đoković     | Mardy Fish Juan Martín del Potro Andy Roddick Gilles Müller |
| augusztus 25. | US Open New York, Amerikai Egyesült Államok Grand Slam $ Kemény                                            | Vegyes páros: Pedzs / Black 7-6(6), 6-4  | J. Murray / Huber   | Rafael Nadal Novak Đoković        | Rafael Nadal Novak Đoković     | Mardy Fish Juan Martín del Potro Andy Roddick Gilles Müller |

### Szeptember
| Időpont        | Torna                                                                             | Győztes                                  | Ellenfél a döntőben     | Elődöntősök                     | Negyeddöntősök                                                       |
| -------------- | --------------------------------------------------------------------------------- | ---------------------------------------- | ----------------------- | ------------------------------- | -------------------------------------------------------------------- |
| szeptember 8.  | Open Romania Bukarest, Románia International Series €370,000 Salak                | Gilles Simon 6-3, 6-4                    | Carlos Moyà             | Richard Gasquet José Acasuso    | Tejmuraz Gabasvili Guillermo García López Iván Navarro Florent Serra |
| szeptember 8.  | Open Romania Bukarest, Románia International Series €370,000 Salak                | Devilder / Mathieu 7-6(4), 6-7(9), 22-20 | Fyrstenberg / Matkowski | Richard Gasquet José Acasuso    | Tejmuraz Gabasvili Guillermo García López Iván Navarro Florent Serra |
| szeptember 22. | Thailand Open Bangkok, Thaiföld International Series $576,000 Kemény (fedett)     | Jo-Wilfried Tsonga 7-6(4), 6-4           | Novak Đoković           | Tomáš Berdych Gael Monfils      | Robin Söderling Nicolas Mahut Philipp Petzschner Jürgen Melzer       |
| szeptember 22. | Thailand Open Bangkok, Thaiföld International Series $576,000 Kemény (fedett)     | Dlouhý / Pedzs 6-4, 7-6(4)               | Lipsky / Martin         | Tomáš Berdych Gael Monfils      | Robin Söderling Nicolas Mahut Philipp Petzschner Jürgen Melzer       |
| szeptember 22. | China Open Peking, Kína International Series $524,000 Kemény                      | Andy Roddick 6-4, 6-7(6), 6-3            | Dudi Sela               | Rainer Schüttler Björn Phau     | Tommy Robredo Richard Gasquet Fernando González Juan Carlos Ferrero  |
| szeptember 22. | China Open Peking, Kína International Series $524,000 Kemény                      | Huss / Hutchins 7-5, 6-4                 | Fisher / Reynolds       | Rainer Schüttler Björn Phau     | Tommy Robredo Richard Gasquet Fernando González Juan Carlos Ferrero  |
| szeptember 29. | Open de Moselle Metz, Franciaország International Series €370,000 Kemény (fedett) | Dmitrij Turszunov 7-6(6), 1-6, 6-4       | Paul-Henri Mathieu      | Radek Štěpánek Adrian Mannarino | Carlos Moyà Eduardo Schwank Janko Tipsarević Marc Gicquel            |
| szeptember 29. | Open de Moselle Metz, Franciaország International Series €370,000 Kemény (fedett) | Clément / Llodra 5-7, 6-3, 10-8          | Fyrstenberg / Matkowski | Radek Štěpánek Adrian Mannarino | Carlos Moyà Eduardo Schwank Janko Tipsarević Marc Gicquel            |
| szeptember 29. | Japan Open Tokió, Japán International Series Gold $436,000 Kemény                 | Tomáš Berdych 6-1, 6-4                   | Juan Martín Del Potro   | Richard Gasquet Andy Roddick    | David Ferrer Rainer Schüttler Fernando González Viktor Troicki       |
| szeptember 29. | Japan Open Tokió, Japán International Series Gold $436,000 Kemény                 | Juzsnij / Zverev 6-3, 6-4                | Dlouhý / Pedzs          | Richard Gasquet Andy Roddick    | David Ferrer Rainer Schüttler Fernando González Viktor Troicki       |

### Október
| Időpont     | Torna                                                                                           | Győztes                                  | Ellenfél a döntőben    | Elődöntősök                           | Negyeddöntősök                                                      |
| ----------- | ----------------------------------------------------------------------------------------------- | ---------------------------------------- | ---------------------- | ------------------------------------- | ------------------------------------------------------------------- |
| október 6.  | Kremlin Cup Moszkva, Oroszország International Series $1,049,000 Szőnyeg (fedett)               | Igor Kunyicin 7-6(6), 6-7(4), 6-3        | Marat Szafin           | Mischa Zverev Fabrice Santoro         | Nyikolaj Davigyenko Viktor Troicki Paul-Henri Mathieu Jérémy Chardy |
| október 6.  | Kremlin Cup Moszkva, Oroszország International Series $1,049,000 Szőnyeg (fedett)               | Sztahovszkij / Starace 7-6(4), 2-6, 10-6 | Huss / Hutchins        | Mischa Zverev Fabrice Santoro         | Nyikolaj Davigyenko Viktor Troicki Paul-Henri Mathieu Jérémy Chardy |
| október 6.  | Stockholm Open Stockholm, Svédország International Series €713,000 Kemény (fedett)              | David Nalbandian 6-3, 5-7, 6-3           | Robin Söderling        | Jarkko Nieminen Nisikori Kei          | Albert Montañés Óscar Hernández Rainer Schüttler Mario Ančić        |
| október 6.  | Stockholm Open Stockholm, Svédország International Series €713,000 Kemény (fedett)              | Björkman / Ullyett 6-1, 6-3              | Brunström / Ryderstedt | Jarkko Nieminen Nisikori Kei          | Albert Montañés Óscar Hernández Rainer Schüttler Mario Ančić        |
| október 6.  | BA-CA TennisTrophy Bécs, Ausztria International Series Gold €674,000 Kemény (fedett)            | Philipp Petzschner 6-4, 6-4              | Gael Monfils           | Feliciano López Philipp Kohlschreiber | Carlos Moyà Jürgen Melzer Fernando Verdasco Fernando González       |
| október 6.  | BA-CA TennisTrophy Bécs, Ausztria International Series Gold €674,000 Kemény (fedett)            | Mirni / Ram 6-1, 7-5                     | Petzschner / Peya      | Feliciano López Philipp Kohlschreiber | Carlos Moyà Jürgen Melzer Fernando Verdasco Fernando González       |
| október 13. | Madrid Masters Madrid, Spanyolország Masters Series €2,270,000 Kemény (fedett)                  | Andy Murray 6-4, 7-6(6)                  | Gilles Simon           | Rafael Nadal Roger Federer            | Feliciano López Ivo Karlović Gael Monfils Juan Martín Del Potro     |
| október 13. | Madrid Masters Madrid, Spanyolország Masters Series €2,270,000 Kemény (fedett)                  | Fyrstenberg / Matkowski 6-4, 6-2         | Bhupathi / Knowles     | Rafael Nadal Roger Federer            | Feliciano López Ivo Karlović Gael Monfils Juan Martín Del Potro     |
| október 20. | Davidoff Swiss Indoors Bázel, Svájc International Series €891,000 Kemény (fedett)               | Roger Federer 6-3, 6-4                   | David Nalbandian       | Feliciano López Juan Martín Del Potro | Simone Bolelli James Blake Igor Andrejev Benjamin Becker            |
| október 20. | Davidoff Swiss Indoors Bázel, Svájc International Series €891,000 Kemény (fedett)               | Bhupathi / Knowles 6-3, 6-3              | Kas / Kohlschreiber    | Feliciano López Juan Martín Del Potro | Simone Bolelli James Blake Igor Andrejev Benjamin Becker            |
| október 20. | Grand Prix de Tennis de Lyon Lyon, Franciaország International Series €713,000 Szőnyeg (fedett) | Robin Söderling 6-3, 6-7(5), 6-1         | Julien Benneteau       | Gilles Simon Jo-Wilfried Tsonga       | Andy Roddick Josselin Ouanna Juan Carlos Ferrero Steve Darcis       |
| október 20. | Grand Prix de Tennis de Lyon Lyon, Franciaország International Series €713,000 Szőnyeg (fedett) | Llodra / Ram 6-3, 5-7, 10-8              | Huss / Hutchins        | Gilles Simon Jo-Wilfried Tsonga       | Andy Roddick Josselin Ouanna Juan Carlos Ferrero Steve Darcis       |
| október 20. | St. Petersburg Open Szentpétervár, Oroszország International Series $1,049,000 Szőnyeg (fedett) | Andy Murray 6-1, 6-1                     | Andrej Golubev         | Fernando Verdasco Victor Hanescu      | Janko Tipsarević Rainer Schüttler Mischa Zverev Mihail Elgyin       |
| október 20. | St. Petersburg Open Szentpétervár, Oroszország International Series $1,049,000 Szőnyeg (fedett) | Parrott / Polášek 3-6, 7-6(4), 10-8      | Bopanna / Mirni        | Fernando Verdasco Victor Hanescu      | Janko Tipsarević Rainer Schüttler Mischa Zverev Mihail Elgyin       |
| október 27. | Paris Masters Párizs, Franciaország Masters Series €2,270,000 Szőnyeg (fedett)                  | Jo-Wilfried Tsonga 6-3, 4-6, 6-4         | David Nalbandian       | Nyikolaj Davigyenko James Blake       | Rafael Nadal Andy Murray Andy Roddick Roger Federer                 |
| október 27. | Paris Masters Párizs, Franciaország Masters Series €2,270,000 Szőnyeg (fedett)                  | Björkman / Ullyett 6-2, 6-2              | Coetzee / Moodie       | Nyikolaj Davigyenko James Blake       | Rafael Nadal Andy Murray Andy Roddick Roger Federer                 |

### November
| Időpont     | Torna                                                                          | Győztes                       | Ellenfél a döntőben | Elődöntősök              | Csoportmeccsek                                                                     |
| ----------- | ------------------------------------------------------------------------------ | ----------------------------- | ------------------- | ------------------------ | ---------------------------------------------------------------------------------- |
| november 3. | Tennis Masters Cup Sanghaj, Kína Tennis Masters Cup $4,450,000 Kemény (fedett) | Novak Đoković 6-1, 7-5        | Nyikolaj Davigyenko | Gilles Simon Andy Murray | Jo-Wilfried Tsonga Juan Martín del Potro Roger Federer Andy Roddick Radek Stepanek |
| november 3. | Tennis Masters Cup Sanghaj, Kína Tennis Masters Cup $4,450,000 Kemény (fedett) | Nestor / Zimonjić 7-6(3), 6-2 | B. Bryan / M. Bryan | Gilles Simon Andy Murray | Jo-Wilfried Tsonga Juan Martín del Potro Roger Federer Andy Roddick Radek Stepanek |

## Statisztika
Tornagyőztesek listája (dőlt betűvel, akik 2008-ban nyerték első ATP-tornájukat):
- Rafael Nadal - Monte Carlo, Barcelona, Hamburg, Roland Garros, Queen's Club, Wimbledon, Toronto, Olimpiai játékok (8)
- Andy Murray - Doha, Marseille, Cincinnati, Madrid, Szentpétervár (5)
- Juan Martín del Potro - Stuttgart, Kitzbühel, Los Angeles, Washington (4)
- Roger Federer - Estoril, Halle, US Open, Bázel (4)
- Novak Đoković - Australian Open, Indian Wells, Róma, Tennis Masters Cup (Sanghaj) (4)
- Nyikolaj Davigyenko - Miami, Pörtschach, Varsó (3)
- Andy Roddick - San José, Dubaj, Peking (3)
- Gilles Simon - Casablanca, Indianapolis, Bukarest (3)
- Nicolás Almagro - Costa do Sauipe, Acapulco (2)
- David Ferrer - Valencia, 's-Hertogenbosch (2)
- Fernando González - Vina del Mar, München (2)
- Michael Llodra - Adelaide, Rotterdam (2)
- David Nalbandian - Buenos Aires, Stockholm (2)
- Jo-Wilfried Tsonga - Bangkok, Párizs (2)
- Dmitrij Turszunov - Sydney, Metz (2)
- Tomáš Berdych- Tokió (1)
- Marin Cilic - New Haven (1)
- Steve Darcis - Memphis (1)
- Marcel Granollers - Houston (1)
- Victor Hanescu - Gstaad (1)
- Ivo Karlovic - Nottingham (1)
- Philipp Kohlschreiber - Auckland (1)
- Igor Kunyicin - Moszkva (1)
- Albert Montanes - Amersfoort (1)
- Nisikori Kei - Delray Beach (1)
- Philipp Petzschner - Bécs (1)
- Sam Querrey - Las Vegas (1)
- Tommy Robredo - Bastad (1)
- Fabrice Santoro - Newport (1)
- Robin Söderling - Lyon (1)
- Szerhij Sztahovszkij - Zágráb (1)
- Fernando Verdasco - Umag (1)
- Mihail Juzsnij - Csennaj (1)

Tornagyőzelmek száma országonként:
- Spanyolország - 16
- Franciaország - 8
- Oroszország - 7
- Argentína - 6
- Egyesült Királyság - 5
- Svájc - 4
- Egyesült Államok - 4
- Szerbia - 4
- Chile - 2
- Horvátország - 2
- Németország - 2
- Belgium - 1
- Csehország - 1
- Japán - 1
- Románia - 1
- Svédország - 1
- Ukrajna - 1

## Lásd még
- Association of Tennis Professionals
- 2008-as WTA szezon
- Grand Slam-tornák
- ATP Masters Series
- ATP International Series Gold
- ATP International Series